# فانتزی تجاوز
فانتزی تجاوز جنسی (به‌عنوان تجاوز به عنف شناخته می‌شود)، یک فانتزی جنسی از تجاوز است که شامل تصور یا تظاهر به اجبار یا وادار کردن دیگری به فعالیت جنسی است. این بازیگری جنسی، شامل ایفای نقش‌های تجاوز جنسی اجباری می‌شود. پورنوگرافی تجاوز جنسی، ادبیات یا تصاویر مرتبط با تجاوز جنسی و گاهی سندرم استکهلم به‌عنوان وسیله‌ای برای برانگیختگی جنسی است.

## فانتزی
مطالعات نشان داده‌است فانتزی تجاوز یک فانتزی جنسی رایج در بین مردان و زنان است. فانتزی ممکن است فانتزیست را به عنوان کسی که به زور به رابطه جنسی وادار می‌شود یا عامل تجاوز را شامل شود. مطالعه‌ای در سال ۱۹۸۵ توسط آرنت، فوهل و گود نشان داد که «تسلط یافتن یا مجبور به تسلیم شدن» دومین فانتزی رایج در نظرسنجی بوده‌است. مطالعه ای در سال ۱۹۸۸ توسط پلتیه و هرولد نشان داد که بیش از نیمی از پاسخ دهندگان زن در زندگی خود فانتزی رابطه جنسی اجباری را داشته‌اند.
شایع‌ترین فرضیه، در مورد اینکه چرا زنان علاقه دارند خود را در وضعیت تجاوز تصور کنند، این است که فانتزی از احساس گناه ناشی از قضاوت جامعه خارج است - در حالت تجاوز، زن مجبور نیست مسئولیت تمایلات و رفتار جنسی خود را بپذیرد. مطالعه‌ای در سال ۱۹۷۸ توسط مورآلت (Moreault) و فولینستاد (Follingstad)
با این فرضیه سازگار بود، و دریافت که زنان با سطوح بالایی از احساس گناه جنسی بیشتر احتمال دارد که موضوعات فانتزی را در مورد تحت سلطه بودن، تجاوز و درماندگی گزارش کنند.
در مقابل، پلتیه و هرولد از معیارهای متفاوتی برای احساس گناه استفاده کردند و هیچ ارتباطی پیدا نکردند. تحقیقات دیگر نشان می‌دهد که زنانی که فانتزی‌های جنسی اجباری را گزارش می‌کنند نگرش مثبت تری نسبت به تمایلات جنسی دارند که با فرضیه احساس گناه در تناقض است. یک مطالعه جدیدتر در سال ۱۹۹۸ توسط استراسبرگ و لاکرد نشان داد که زنانی که در مورد زور خیال پردازی می‌کنند عموماً کمتر گناهکار و اروتوفیلیک تر هستند و در نتیجه فانتزی‌های مکرر و متنوع تری دارند. با این حال، گفته شده که فانتزی‌های اجباری رایج‌ترین نیستند.
تجاوز جنسی مرد به زن ممکن است باعث تحریک جنسی شود یا از تصور صحنه ای که در آن زن ابتدا مخالفت می‌کند اما بعد دوست دارد و در نهایت در رابطه جنسی شرکت می‌کند، یا صحنه ای که زن آن را دوست ندارد با فکر صدمه زدن به زن با برانگیختگی مرتبط است.

### شیوع در بین جنسیت‌ها
مطالعات متعدد نشان داده‌اند که تخیلات در مورد اجبار به داشتن رابطه جنسی معمولاً در همه جنسیت‌ها یافت می‌شود. ۴۵٫۸٪ از مردان در یک مطالعه در سال ۱۹۸۰ گزارش کردند که در طول رابطه جنسی دگرجنس گرا در مورد «صحنه ای که [آنها] تصور تجاوز جنسی توسط یک زن را داشتند» (۳٫۲٪ اغلب و ۴۲٫۶٪ گاهی)، ۴۴٫۷٪ از صحنه‌هایی که در آن زن اغوا شده «تظاهر به مقاومت» و ۳۳ درصد تجاوز جنسی به زن دارد.
مطالعه‌ای بر روی زنان دانشگاهی در سال ۱۹۹۸ نشان داد که بیش از نیمی از آنها درگیر تجاوز جنسی یا اجبار در رابطه جنسی بوده‌اند همچنین، مطالعه دیگری، به سادگی بیان کننده میل به اجبار در رابطه جنسی «علنی و نامحدود» گرایش‌های جنسی زنانه است.
در یک مطالعه جدیدتر که روی بیش از ۴۰۰۰ آمریکایی انجام شد، ۶۱ درصد از پاسخ دهندگانی که خود را زن معرفی کردند، در مورد مجبور شدن به رابطه جنسی خیال پردازی کرده بودند. این در حالی است که این آمار در مردان ۵۴ درصد بوده‌است.

## نقش بازی
یکی از شکل‌های نقش‌آفرینی جنسی، تجاوز به عنف است که به آن راویش یا نقش‌بازی جنسی اجباری نیز می‌گویند. در محافل بی‌دی‌اس‌ام (و گاهی خارج از این حلقه‌ها نیز)، برخی افراد صحنه‌های تجاوز جنسی را برای نقش‌آفرینی انتخاب می‌کنند – که ارتباط، رضایت و ایمنی از عناصر بسیار مهمی در این نوع روابط هستند. اگرچه رضایت یکی از مؤلفه‌های حیاتی هر بازی جنسی است، توهم عدم رضایت (یعنی تجاوز جنسی) برای حفظ این نوع فانتزی مهم است؛ بنابراین وجود یک کلمه ایمنی اقدام ایمنی رایج است، شایان ذکر است کلماتی که معمولاً فعالیت جنسی را متوقف می‌کنند (مثلاً "نه، بس کن، کمک، توقف") اغلب در این صحنه‌ها نادیده گرفته می‌شوند. ادامه نقش آفرینی جنسی پس از استفاده از کلمه ایمن به منزله تجاوز جنسی واقعی است، زیرا استفاده از کلمه ایمن نشان دهنده انصراف از رضایت فرد مفعول است.